# War Machine (comics)
Pour les articles homonymes, voir War Machine et James Rhodes.
James « Jim » Rhodes, alias War Machine est un super-héros évoluant dans l'univers Marvel de la maison d'édition Marvel Comics. Créé par le scénariste David Michelinie et les dessinateurs John Byrne et Bob Layton, le personnage de fiction apparaît pour la première fois dans le comic book Iron Man (vol. 1) #118 en janvier 1979.
Le personnage est à ses débuts un ancien pilote de chasse de l'armée américaine, devenu pilote privé au service de l'industriel Tony Stark, l’identité secrète du super-héros Iron Man. Dans Iron Man (vol. 1) #170 (mai 1983), Rhodes endosse pour la première fois l'armure du Vengeur doré à la place de Stark. Dans Iron Man (vol. 1) #284 (septembre 1992), Rhodes adopte pour la première fois l'identité de War Machine. Il apparaît ensuite en tant qu'Iron Patriot à partir de Gambit (vol. 5) #13 en mai 2013.
En 2012, War Machine est classé par le site spécialisé IGN à la 31e place de sa liste des « Top 50 Avengers ».
Le personnage est notamment présent dans les séries d'animation Iron Man et Iron Man: Armored Adventures, ainsi que dans le film d'animation The Invincible Iron Man (en). Au cinéma, il est interprété par l'acteur Don Cheadle dans les films Iron Man 2 (2010), Iron Man 3 (2013), Avengers: Age of Ultron (2015), Captain America: Civil War (2016), Avengers: Infinity War (2018) et Avengers: Endgame (2019).

## Historique de la publication
Le personnage fait ses débuts sous l'apparence de James Rhodes dans le comic book Iron Man (vol. 1) #118 en janvier 1979, et en France dans le magazine Strange no 120 en décembre 1979.
Il apparaît pour la première fois en tant que Iron Man dans Iron Man (vol. 1) #170 en mai 1983, en France dans Strange no 176 en août 1984.
War Machine apparaît pour la première fois dans Iron Man (vol. 1) #284 en septembre 1992, en France dans Strange no 286 en octobre 1993.
Il endosse le costume d'Iron Patriot dans Gambit vol. 5 #13 en mai 2013, en France dans X-Men Universe vol. 4 no 9 en mars 2014.

## Biographie du personnage

### Origines
Afro-américain originaire de Philadelphie, James Rhodes est un pilote de chasse dans l'US Marine Corps. Pendant la guerre au Vietnam, il rencontre pour la première fois l’industriel et milliardaire américain Tony Stark (alias le héros Iron Man) ; Stark venait tout juste de mettre au point sa première armure.
Les deux hommes s'allient pour échapper à leurs ennemis. Pour le remercier de son aide, Stark engage Rhodes comme son pilote d'avion personnel. Les deux hommes deviennent très vite bons amis.

### Le deuxième Iron Man
Quand Tony Stark perd sa société Stark Industries au profit d'Obadiah Stane et plongea dans l'alcool en devenant un clochard, James Rhodes prend l'identité d'Iron Man.
Personnage secondaire jusqu'alors, Rhodes se démarque en combattant dans les premières Guerres Secrètes, et la « Guerre des Armures », deux célèbres crossover Marvel.
Il devient ensuite l'un des membres fondateurs des Vengeurs de la Côte Ouest.
Mais l'armure, n'étant pas calibrée sur les schémas cérébraux de Rhodes, le fait devenir violent et paranoïaque. Stark doit utiliser une armure modèle I pour l'arrêter. Finalement, Jim est guéri par Shaman. Les deux Iron Man cohabitent alors. À la suite d'un combat avec la nouvelle armure Silver centurion de Stark, Stane se suicide et Stark récupère son entreprise.
Après plusieurs mois à ne porter qu'occasionnellement son armure plus ancienne, Rhodes a failli mourir en rentrant dans l'atmosphère terrestre après une bataille dans une station spatiale, en brûlant vif à l'intérieur de son costume. Jim a souffert d'un trouble de stress post-traumatique à cause de l'incident, ce qui a conduit à sa démission permanente en tant que remplaçant d'Iron Man. Rhodes a rejoint Stark dans sa nouvelle entreprise commerciale, Stark Enterprises, mais même après sa guérison, il hésitait à remettre l'armure d'Iron Man. Stark avait repris ses responsabilités d'Iron Man en utilisant sa nouvelle armure, et Rhodes a estimé qu'un deuxième Vengeur blindé serait superflu.

### La naissance d'une machine de guerre
Afin de combattre des assassins engagés par Justin Hammer, Tony Stark élabore l'armure Mark XVI, la « Variable Threat Response Battle Suit » surnommée « War Machine ».
À sa mort présumée, Stark laisse Jim Rhodes comme nouveau directeur de Stark Enterprises avec une armure de combat spécialement conçue pour lui. Rhodes l'utilise pour combattre divers ennemis sous le nom d'Iron Man, comme le Laser vivant, Spymaster, le Scarabée ou Atom Smasher. Quand il découvre que Stark est toujours vivant, il quitte la compagnie et l'amitié entre les deux hommes se brise. Malgré la rupture des liens avec Stark, Rhodes conserve son armure et la rebaptise plus tard War Machine lorsqu'il prend la place de Tony chez les Vengeurs de la Côte Ouest, leur révélant son identité. 
Il part s'installer à Los Angeles et connaît une brève carrière en solo. Au bout de quelques années, il est nommé directeur de la Worldwatch, une ONG qui enquête sur les violations des droits de l'homme. Jim a continué à l'aventure, mais n'a pas pu trouver quelqu'un capable de réparer son armure endommagée. 
De retour chez Stark, les deux hommes ont une confrontation sur les actions récentes de l'un et l'autre, interrompue par le Mandarin. S'alliant de nouveau contre leur ennemi commun et celui-ci défait, Tony répare l'armure de Rhodes.
Rhodey répond ensuite, avec Nick Fury, à l'appel de l'agent Bathsheva Joseph du SHIELD. L'agent enquêtait sur une activité néo-nazie d'une faction enragée qui tentait d'envoyer des armes modernes à l'Allemagne de la Seconde Guerre mondiale (Terre-95615). Rhodey y a suivi les Howling Commandos ainsi que Captain America et Bucky Barnes de l'époque. Le "Zeitkrieg" a été interrompu, bien que l'armure War Machine ait été perdue lors de son retour dans le temps. C'est à cette période qu'il trouve une armure extraterrestre, l'Eidolon. Lors  du crossover "The Crossing", Rhodey utilisa l'armure Eidolon pour détruire la station Starcore, Stark brisa le contrôle de Kang le Conquérant et sacrifia sa vie pour sauver ses amis. Après la mort de Tony, Rhodes retourna chez Stark Enterprises, qui fut bientôt rachetée par Fujikawa.
En tant que War Machine, Jim Rhodes a découvert que Fujikawa essayait d'accéder à certaines des anciennes technologies de Tony Stark. Afin de préserver l'héritage de son vieil ami, il a purgé les ordinateurs de Fujikawa afin de détruire toutes les informations sur la technologie d'armure de Stark. Ce faisant, il a sacrifié son armure extraterrestre en le téléchargeant dans les ordinateurs de Stark et en l'envoyant en mission de "recherche et destruction".
Finalement, Rhodes se retire du monde des super-héros et monte sa propre entreprise.

### Période de transition
On retrouve Tony Stark vivant (de retour de la réalité Heroes reborn), et lui et Rhodes se réconcilient. Stark bâtit une nouvelle compagnie, « Stark Solutions » tandis que Rhodes perd la sienne après avoir vengé le meurtre de sa sœur.
Parnell Jacobs retrouve l'armure War Machine et l'utilise modifiée contre Iron Man aux ordres de Sunset Bain.
Rhodes dirige pendant une courte période une équipe surnommée « The Crew » (Junta, Kasper Cole et Josiah X), mais l'équipe ne dure pas longtemps (du fait des ventes insuffisantes du comic book).
Durant l'arc Décimation, quand les mutants sont réduits à 198 individus par la Sorcière Rouge, Rhodes est engagé par le O*N*E (« Office of National Emergency ») en tant qu'instructeur et commandant du Sentinel Squad O*N*E (en). Il utilise à cette époque une armure géante, basée sur un mélange de technologie Stark et des Sentinelles, mais pilotée par lui.
Rhodes travaille en tant que consultant aéronautique à Dubai aux Émirats arabes unis, où il est victime d'un attentat à la bombe qui lui arrache les quatre membres et un œil. Tony Stark utilise sa fortune et ses ressources pour le sauver, le transformant alors en cyborg en utilisant une technologie externe à la sienne, en partie wakandaise, et intraçable. L'armure War Machine modèle 3 lui est donnée par Stark.

### Le retour de War Machine
Après l'arc narratif Civil War, on revoit War Machine en tant qu'instructeur au Camp Hammond, quand est mis en place le projet Initiative. En compagnie de la jeune Komodo, Rhodes reçoit pour ordre de mettre hors d'état de nuire Spider-Man, mais l'opération échoue.
Avec d'autres héros, en plein New York, il livre combat dans le crossover World War Hulk pour stopper un Hulk devenu fou de rage, de retour sur Terre après son exil forcé par les Illuminati.

### L'Invasion Secrète
Quand les extraterrestres Skrull lancent une invasion globale de la Terre et sabotent les inventions de Tony Stark, James Rhodes se retrouve isolé mais toujours combatif, grâce à son armure qui n'utilise pas la technologie de Stark, mais celle de Stane.
Il affronte les extraterrestres mais est capturé. Toutefois, il se libère et prête main-forte à la Winterguard en Russie.

### Dark Reign
On revoit James Rhodes quelque temps plus tard, quand il mène bataille face aux mercenaires de pays du tiers-monde.
Il capture l'ex-trafiquant d'armes Parnell Jacobs (it) et le force à travailler pour lui sur son satellite, puis se dirige vers l'Ariquia, une province du Moyen-Orient. Là, il met fin aux opérations d'une compagnie militaire américaine (Eaglestar, pour laquelle travaillait une de ses amies d'enfance, Glenda Sandovar - la femme de Jacobs) et affronte le dieu Arès, envoyé par Norman Osborn. Arès ouvre par mégarde un container d'une société abritant des cobayes infectés par un virus techno-organique, basé sur l'ADN d'Ultimo. Glenda et Arès sont infectés. Mais, grâce à ces alliés (Bethany Cabe (en), Suzi Endo (en), l'ex-SHIELD Jake Oh, et Parnell), War Machine élimine le virus et sauve la population infectée. Parnell, Glenda, Jake et Suzi suivent ensuite Rhodes dans son combat contre le crime corporatiste.
Ils partent ensuite attaquer une base américaine où était stockée la tête d'Ultimo. L'action étant proche d'une réserve indienne, l'Aigle américain tente d'arrêter l'équipe, mais l'aide ensuite à détruire le crâne géant.
Dans la foulée, Ultimo réapparaît sous la forme d'un virus techno-organique de métal liquide, après avoir été ingéré par Morgan Stark, le cousin criminel de Tony Stark. Rhodes réussit à effacer la mémoire du monstre et à le renvoyer comme un nouveau-né vers l'espace, avec Suzi Endo, mais il est aussitôt attaqué par le HAMMER et Norman Osborn. À moitié détruit, il retient Osborn et est arrêté. Rhodes profite toutefois du combat pour faire circuler dans les médias des informations compromettantes sur les actions néfastes du HAMMER.
Il est transféré aux Pays-Bas afin d'y être jugé pour crimes de guerre. L'avocat Matt Murdock (Daredevil) tente de l'aider mais Rhodes refuse son aide, ayant un autre plan en tête. Suzi Endo piège Osborn et s'arrange pour transférer la conscience de Rhodes dans un corps cloné par Stark ; Rhodes utilise les stratagèmes d'Osborn pour être lavé de tout soupçon, et faire fuir les forces du HAMMER avec l'aide du cocon Ultimo et son équipe. Le corps du cyborg, quant à lui est détruit, dans sa (fausse) tentative d'évasion.

### Iron Patriot
Le personnage réapparaît ensuite sous l’identité de Iron Patriot (en).

### «Mort» de James Rhodes
Rhodes, alors en visite au Triskélion (es), se retrouve impliqué dans une mission de dernière minute avec les Ultimates, la mission provenant d'une des visions de l'Inhumain Ulysse. Il voit alors Thanos attaquant le site du Projet Pegasus, le centre d'étude d'objets extraterrestres.
Là-bas, ils le prennent par surprise, mais, à la suite d'une maladresse de la part de Médusa, War Machine lance un missile sur Miss Hulk, ce qui la blesse gravement. Cherchant alors son corps en espérant qu'elle soit encore en vie, Thanos surgit des décombres et transperce l'armure de Rhodes, causant la mort de celui-ci. C'est le point de départ de Civil War II.

### Résurrection
Avant de réapparaître comme Iron Man après avoir subi des blessures quasi fatales à la fin du scénario de Civil War II, James Rhodes est révélé avoir subi les mêmes méthodes de modification de l'ADN utilisées par Tony Stark pour se guérir, redonnant vie à Rhodes. Les deux hommes retrouvent ensuite l'action en duo.
Cependant, Rhodes souffrant de stress post-traumatique après avoir péri dans l'armure et avoir été gravement blessé à de nombreuses reprises, choisit de quitter War Machine et de piloter à la place un costume plus grand, appelé Manticore.

## Pouvoirs, capacités et équipement

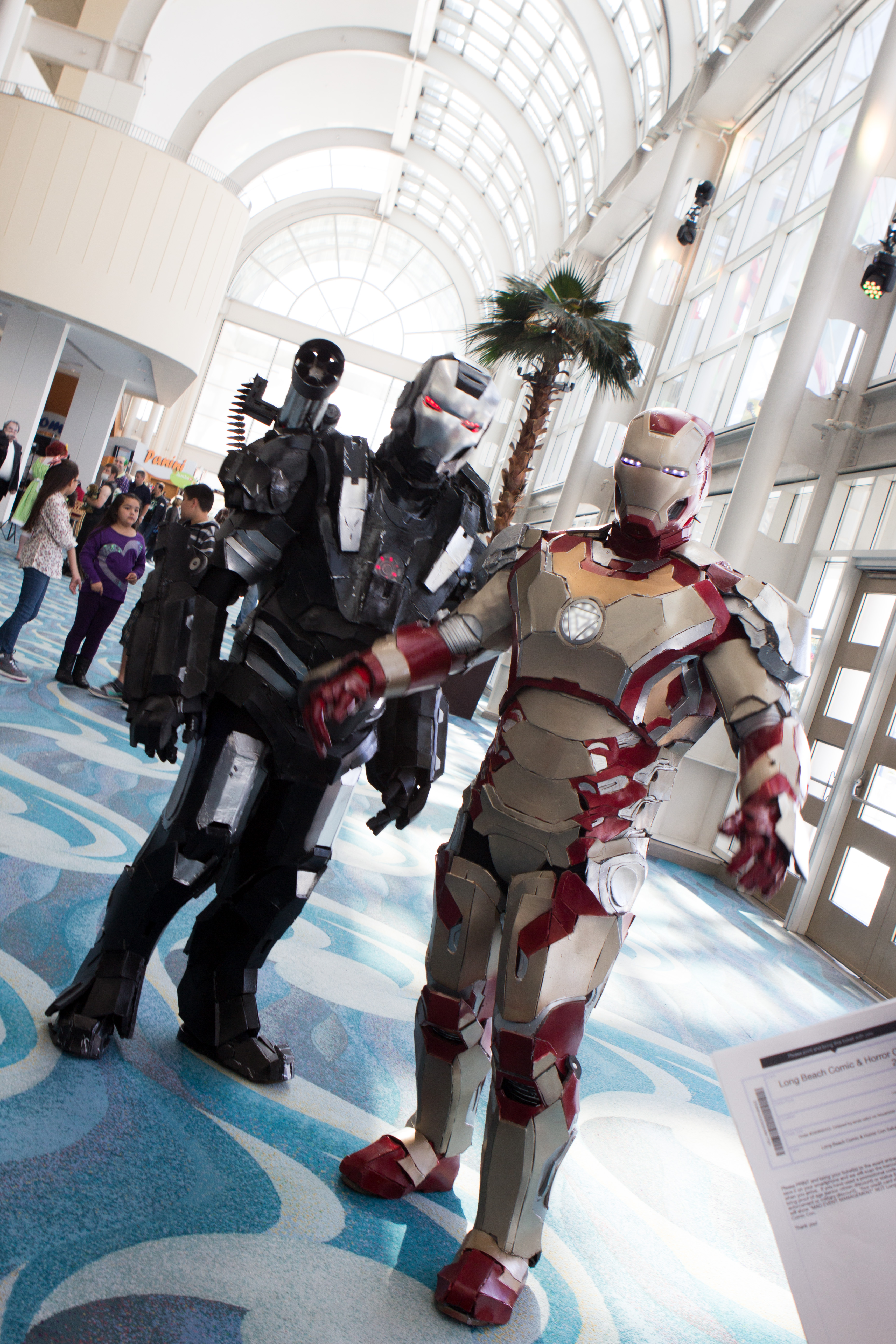
Cosplay de War Machine (à g.) aux côtés d'Iron Man.

En complément de ses pouvoirs, James Rhodes est un ancien militaire et pilote de chasse de l'US Marine Corps possédant une formation en ingénierie informatique. Aviateur exceptionnel, il a aussi été entraîné dans différentes techniques de combat armé et non armé.
- En tant que War Machine, Jim Rhodes a utilisé l'« Armure de Combat Contre des Menaces Variables », une version blanche et noire de l'armure d'Iron Man. Composée de carbonite, elle est plus puissante et spécialement conçue pour le combat.
- L'armure accroissait sa force et sa résistance et lui offrait un véritable arsenal d'armes à la pointe de la technologie : faisceaux répulseurs, rayon à particule, mitrailleuse, lance-roquette, lance-flamme, lame plasma, lame métallique, etc.
- L'armure incluait également un champ de force défensif, un système de camouflage aux radars et des réacteurs dans les bottes (boot-jets), permettant de voler à une vitesse supersonique et d'atteindre l'espace.
- Le casque de l'armure était équipé d'une réserve d'oxygène, d'un neuro-ordinateur tactique et d'un vaste choix de capteurs environnementaux, viseurs et radars.
- L'armure devait être rechargée électriquement pour fonctionner à pleine puissance. Rhodes avait aussi besoin de son armure et de recharges électriques régulières pour survivre.
- On l'a aussi vu utiliser pendant un temps une armure géante, appartenant à la Sentinel Squad O*N*E (en).

War Machine a opéré depuis un satellite orbital relié aux réseaux de surveillance mondiaux. Si le cœur de Rhodes s'arrêtait, l'alimentation générale de la base était coupée.
Durant son séjour au Camp Hammond et lors des semaines suivantes, Rhodes a été transformé en cyborg. Ses membres et son œil droit ont été remplacés par des prothèses cybernétiques construites en titane et en vibranium. L'œil incluait un faisceau laser assez puissant pour tuer un homme. Ses mains étaient équipées d'un mini-chalumeau laser et d'une connexion informatique. Même séparées de son corps, Rhodes pouvait les contrôler à distance via une interface neuronale.
James Rhodes a depuis retrouvé une apparence humaine, grâce à un clone de son corps d’origine.

## Apparitions dans d'autres médias
Sauf indication contraire, les informations mentionnées dans cette section peuvent être confirmées par la base de données cinématographiques IMDb,  présente dans la section « Liens externes ».

### Cinéma
Le personnage appairait au cinéma au sein de l'univers cinématographique Marvel :
Interprété par Terrence Howard :
- 2008 : Iron Man réalisé par Jon Favreau

James Rhodes est un pilote de l'US Air Force et le seul ami proche de Tony Stark. Lors du vol en Afghanistan, Tony Stark lui révèle qu'il est dans l'armure Iron Man.
Interprété par Don Cheadle :

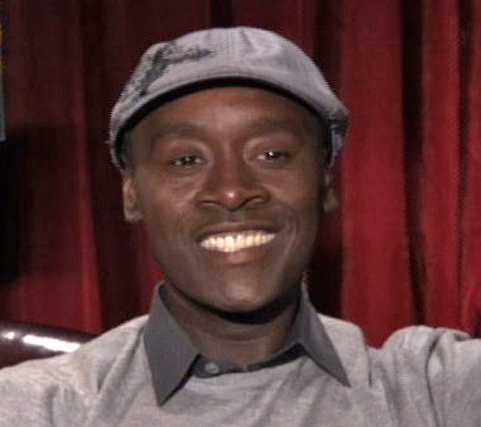
Après Terrence Howard, l'acteur Don Cheadle incarne le personnage de James Rhodes/War Machine dans l'univers cinématographique Marvel.

- 2010 : Iron Man 2 réalisé par Jon Favreau

James Rhodes prendra une des armures de Stark alors que le milliardaire sombre dans la dépression et l’alcool, empoisonné par son réacteur ARK. Il fera personnaliser l'armure par Justin Hammer pour l’armée américaine. Lors de la soirée à la Stark Expo, Rhodes porte l'armure War Machine mais elle est vite contrôlée à distance par Ivan Vanko pour détruire Iron Man.
- 2013 : Iron Man 3 réalisé par Shane Black

Tony Stark améliore le modèle War Machine et l’armée américaine repeindra son armure aux couleurs du drapeau américain, rebaptisant le soldat en Iron Patriot. Rhodes se bat aux côtés de Tony pour vaincre le faux Mandarin, Aldrich Killian et son armée de soldats ayant le virus Extremis.
- 2015 : Avengers : L'Ère d'Ultron réalisé par Joss Whedon

Reprenant l'armure de War Machine, Rhodes se joint à la bataille pour détruire les robots d'Ultron en Sokovie. À la fin, il rejoint officiellement l'équipe des Avengers.
- 2016 : Captain America: Civil War réalisé par Anthony et Joe Russo

Après les désastres survenus à Lagos et Vienne, Rhodes a fait le choix de signer les Accords de Sokovie. Il prend part au combat à l'aéroport de Leipzig aux côtés d'Iron Man pour arrêter Captain America et son équipe.
- 2017 : Spider-Man: Homecoming réalisé par Jon Watts

Il apparaît dans une vidéo filmée par Peter Parker.
- 2018 : Avengers: Infinity War réalisé par Anthony et Joe Russo
- 2019 : Captain Marvel d'Anna Boden et Ryan Fleck (scène post-générique)
- 2019 : Avengers: Endgame  réalisé par Anthony et Joe Russo

Cinq ans après le claquement de doigt de Thanos ayant entraîné la disparition de la moitié des habitants de l'univers, War Machine revient dans le passé afin de récupérer la Pierre du Pouvoir avec Nébula. Durant la bataille finale, il utilise une version améliorée de l'armure War Machine.
- Le personnage apparaît aux côtés de Sam Wilson, pour un hommage à Steve Rogers.[Où ?]

### Film d'animation
- 2007 : The Invincible Iron Man (en)

### Télévision
- 1994-1996 : Iron Man (série d'animation)
- 2008-2012 : Iron Man: Armored Adventures (série d'animation)
- 2010-2012 : Avengers : L'Équipe des super-héros (série d'animation)
- 2021 : What If...? (série d'animation) - 1 épisode
- 2021 : Falcon et le Soldat de l'hiver (série télévisée) - 1 épisode
- 2023 : Secret Invasion (série télévisée) : on découvre que War Machine est Raava, une Skrull de la Résistance Skrull de Gravik, qui lui a ordonné de se faire passer pour James Rhodes et de se rapprocher du président Ritson. Raava organise les tensions politiques entre les États-Unis et la Russie, et entre en conflit avec Nick Fury et le déchoit de son autorité.

### Jeux vidéo
Le personnage appairait dans plusieurs jeux vidéo.
- Marvel vs. Capcom: Clash of Super Heroes (1998)
- Marvel vs. Capcom 2: New Age of Heroes (2000)
- Lego Marvel's Avengers (2016)